# LAMPO
LAMPO – amerykański satelita rozpoznawczy (do zwiadu elektronicznego) lub cel ćwiczebny do kalibracji naziemnych radarów). Wyniesiony jako ładunek dodatkowy z satelitą Corona 70.